# Assumption (Illinois)
Assumption es una ciudad ubicada en el condado de Christian en el estado estadounidense de Illinois. En el año 2010 tenía una población de 1261 habitantes y una densidad poblacional de 553,3 personas por km².

## Geografía
Assumption se encuentra ubicada en las coordenadas 39°31′10″N 89°02′57″O / 39.51944, -89.04917.

## Demografía
Según la Oficina del Censo en 2000 los ingresos medios por hogar en la localidad eran de $34,47, y los ingresos medios por familia eran $41,41. Los hombres tenían unos ingresos medios de $35,65 frente a los $17,29 para las mujeres. La renta per cápita para la localidad era de $16,42. Alrededor del 19,5% de la población estaban por debajo del umbral de pobreza.